# Тай Сігал
Тай Сігал (англ. Ty Segall) (нар. 8 червня 1987, Лагуна-Біч, Каліфорнія) — це американський музикант і автор пісень. Він співає, грає на барабанах та гітарі, випустив вісім сольних альбомів і в різний час був і є учасником таких груп як-от Fuzz, The Traditional Fools, Epsilons, Party Fowl, Sic Alps, The Perverts, та Ty Segall Band.

## Музичний стиль та обладнання
Музика Тая Сігала часто поєднує в собі елементи багатьох жанрів, таких як гаражний рок, панк-рок, психоделічний рок, нойз-рок, глем-рок, так і хеві-метал і класичний рок. В інтерв'ю Сігал стверджує, що його улюбленою групою завжди була Hawkwind. Великий вплив на його ранню творчість справив Девід Бові, Марк Болан та хард-рок і панк-рок групи: Black Sabbath, KISS, The Stooges і Black Flag (особливо вплинули на Ty Segall Band). Однак, з часом альбоми Тая стали ніжніші за звучанням (альбоми Goodbye Bread та Sleeper) переймаючи настрої Ніла Янга, The Byrds, The West Coast Pop Art Experimental Band, The Beatles (вокал в деяких альбомах Тая навіть порівнюють із Джоном Ленноном), ранніх T. Rex (коли вони були знані як Tyrannosaurus Rex) і Grateful Dead. Вагома частина його натхнення бере початок з інді та гаражних сцен Сан-Франциско, на яких він формував групи Thee Oh Sees (фронтмен Джон Дуаєр є другом Тая), Sic Alps і White Fence.
Тай Сігал переважно використовує гітари і підсилювачі Fender. З гітар, які він використовує помітно частіше, слід зазначити сонячну Fender Jaguar і зелено-морську Fender Mustang. Його головною і часом єдиною педаллю ефектів є педаль Death By Audio Fuzz War. 2013 року Death By Audio випустили педаль, створену під надхненням від Тая Death by Audio Sunshine Reverberation Pedal у кількості лише 100 штук.

## Музична кар'єра
Сігал почав свою кар'єру музиканта як тимчасовий учасник в різних андерграунд-групах в каліфорнійському окрузі Оріндж і на території затоки Сан-Франциско у 2008 році. Його перший сольний реліз вийшов на лейблі Wizard Mountain на касеті і називався Horn The Unicorn (пізніше перевиданий HBSP-2X на вініловій пластинці). Приблизно в той же час Wizard Mountain також випустила спліт-касету Halfnonagon де були треки Сігала та групи Superstitions.
Його дебютний сольний альбом Ty Segall побачив світ у 2008 завдяки лейблу Castle Face Records. Цей альбом слідує обмеженій низці 7-дюймових синглів та LP-сплітів з групою Black Time. У 2009 вийшов другий альбом — Lemons. Його зустріли з позитивними відгуками. Цей реліз був ще одним з іншого ряду успішних і обмежених семидюймових платівок і LP Reverse Shark Attack — альбому з пожиттєвим співучасником Мікалом Кроніном (Mikal Cronin). Студійні альбоми Melted та Goodbye Bread вийшли у 2010 і 2011 роках відповідно.

У 2012 році Тай випустив три повноцінних альбоми: Hair, разом із White Fence у квітні, Slaughterhouse, записаний з його гастрольною групою (26 червня) і сольний альбом Twins вийшов 9 жовтня. Альбом породив два сингли: The Hill і Would You Be My Love?. Відповідаючи на питання щодо цього альбому, Сігал стверджував:
Я хочу зробити тотальний глем, схожий на Stooges-meets-Hawkwind or Sabbath. Я думаю, що це буде дуже весело. Я хочу скинути людей. Я хочу зробити справді важку платівку: диявольську, диявольський спейс-рок. Помістіть маленького Сатану у космос і ви отримаєте такий звук».
У 2013 році Тай Сігал почав новий проєкт — Fuzz, випустивши три 7-дюймових сингли. Повноформатний альбом Fuzz був записаний у травні і вийшов 1 жовтня 2013 року під лейблом In The Red Records. Того ж року Сігал випустив його сольний альбом Sleeper 20 серпня (19 серпня у Великій Британії) знову під лейблом Drag City Records, попри заяви критиків. У листопаді 2013 року Сігал зіграв на фінальному етапі всесвітньо відомого фестивалю All Tomorrow's Parties у таборі відпочинку в Camber Sands (Англія).

## Дискографія

### Як сольний виконавець

#### Студійні альбоми
- Ty Segall — Касета/LP (2008; Burger Records лише на касеті / Castle Face вийшов на LP)
- Lemons — CD/LP (2009; Goner Records)
- Melted — CD/LP (2010; Goner Records)
- Goodbye Bread — CD/LP (2011; Drag City)
- Twins — Cassette/CD/LP (2012; Drag City)
- Sleeper — Cassette/CD/LP (2013; Drag City)

#### Інші альбоми
- Horn the Unicorn (оригіналний реліз) — касета (2008; Wizard Mountain)
- Halfnonagon (спліт з Superstitions) — касета (2008; Wizard Mountain)
- Swag / Sitting In The Back Of A Morris Marina Parked At The Pier Eating Sandwiches Whilst The Rain Drums On The Roof (спліт з Black Time) — LP (2009; Telephone Explosion Records)
- Horn the Unicorn (перевипуск з додатковими треками) — LP (2009; HBSP-2X)
- Ty Segall & Lemons — касета (2010; Burger Records)
- $ingles — касета (2010; Psychic Snerts)
- San Francisco Rock Compilation or Food or Weird Beer From Microsoft — обмежений випуск, лише 350 копій — касета/LP (2010; God? Records на касетах / 2011; Social Music Records на LP)
- Live In Aisle Five — LP (2011; Southpaw Records)
- Singles 2007—2010 — Подвійний LP/CD (2011; Goner Records)
- Slaughterhouse (as Ty Segall Band) — CD/LP (2012; In The Red Records)
- Gemini (Демо-версія альбому Twins) — LP (2013; Drag City; Sea Note)

#### Сингли/EP
- Skin — 7" (2008; Goodbye Boozy Records)
- It — 7" (2008; Chocolate Covered Records)
- Cents — 7" (2009; Goner Records)
- Universal Momma — 7" (2009; True Panther)
- My Sunshine — 7" (2009; Trouble In Mind)
- The Drag / Maria Stacks (спліт з Thee Oh Sees) — 7" (2009; Castle Face)
- Caesar — 7" (2010; Goner Records)
- 4 Way Split (спліт з CoCoComa, The White Wires, & Charlie та The Moonhearts) — 7" (2010; Trouble In Mind)
- GonerFest Seven Golden Ticket Record (спліт з Armitage Shanks, UV Race, & Strapping Field Hands) — 7" (2010; Goner Records)
- Diamond Way / My Head Explodes (спліт з JEFF the Brotherhood) — 7" (2010; Infinity Cat Recordings)
- Bruise Cruise Vol. 1 (спліт з Thee Oh Sees) — 7" (2010; Bruise Cruise Records)
- Ty Rex EP — 12" (2011; Goner Records)
- I Can't feel It — 7" (2011; Drag City)
- Spiders — 7" (2011; Drag City)
- Ty Segall / Chad & The Meatbodies — 7" LAMC #7 (2012; Famous Class Records)
- Tour Split (split with Feeling Of Love) — 7" (2012; Permanent Records)
- The Hill — 7" (2012; Drag City)
- Would You Be My Love? — 7" (2013; Drag City)
- Ty Rex II EP — 7" (2013; Goner Records)

#### Компіляції живих виступів
- Yeti Eight (Contributes Tracks: 2 — Lovely One (Demo)& 16 — I Think I've Had It) — CD (2009; Yeti Publishing LLC)
- Our Boy Roy (Contributes Track: Pretty Woman) — LP (2010; Telephone Explosion Records)
- In a Cloud: New Sounds of San Francisco (Contributes Track: Hey Big Mouth) — LP (2010; Secret Seven Records)
- Stuffs Vol. 1 (Contributes Track: Flys Better) — LP (2010; Compost Modern Art Recordings)
- Live At The Empty Bottle (Contributes Track: Girlfriend (live)) — LP (2012; Shimby Presents)
- Live at Death By Audio 2012 (Contributes Track: Imaginary Person (live)) — 7" Flexi Book (2013; Famous Class Records)

#### Офіційні музичні кліпи
- Cents (2009)
- Pretty Baby (You're So Ugly) (2010)
- Girlfriend (2011)
- Goodbye Bread (2011)
- Where Your Head Goes (2011)
- You Make the Sun Fry (2012)
- The Hill (2012)
- Thank God for the Sinners (2013)
- Fuzz's Fourth Dream (2013)
- The Man Man (2013)

### Співпраця

#### З Мікалом Кроніном (Mikal Cronin)
- Pop Song — 7" (2009; Goodbye Boozy Records)
- Reverse Shark Attack — Касета/LP (2009; Burger Records (на касетах) / Kill Shaman Records (на LP))
- Group Flex (Contribute Tracks: Fame; Suffragette City) 6 x Flexi Disc/Book (2011; Castle Face)

#### Із White Fence
- Hair — CD/LP (2012; Drag City)

### Як член інших груп

#### Epsilons
- Evil Robots — CD/EP (2005, Modern Sleeze)
- Epsilons / Hips (split with Hips) — 7" (2006; olFactory Records)
- Epsilons — CD/LP (2006; Retard Disco (на компакт-дисках)/ Young Cubs (на LP))
- Killed 'Em Deader 'N A Six Card Poker Hand — CD/LP (2007; Retard Disco (на CD)/ HBSP-2X (на LP))

#### Party Fowl
- Scum Fuck Revolt: A GG Allin Tribute compilation (Contributes Track: Die When You Die) — CD (2006; Husk Records)
- Washed Shores compilation (Contributes Track: Portage 53) — Cassette (200?; Seafoam Records)
- Party Fowl — 7" (2008; Post Present Medium)
- STD's — 7" (2008; Goodbye Boozy Records)

#### The Traditional Fools
- The Primate Five vs The Traditional Fools (спліт-альбом з The Primate Five) — 7" (2007; Goodbye Boozy Records)
- The Traditional Fools — 7" (2007; Chocolate Covered Records)
- The Traditional Fools — LP (2008; Wizard Mountain/Make A Mess Records)

#### The Perverts
- The Perverts — 7" (2009; HBSP-2X)

#### Sic Alps
- Breadhead — 7" (2011; Drag City Records)

#### Fuzz
- This Time I Got A Reason/Fuzz's Fourth Dream — 7" (2012, Trouble In Mind)
- Sleigh Ride/You Won't See Me — 7" (2013, In the Red)
- Live in San Francisco EP — 12" (2013, Castle Face)
- Fuzz — LP (2013, In the Red)
- Sunderberry Dream / 21st Century Schizoid Man — 7" (2013, In the Red)
- Till the End of the Day (Kinks cover) — 7" (2014, Famous Class)